# (2732) Witt
(2732) Witt ist ein Asteroid des Hauptgürtels, der am 19. März 1926 vom deutschen Astronomen Max Wolf in Heidelberg entdeckt wurde.
Benannt wurde der Asteroid am 22. September 1983 nach dem deutschen Astronomen Carl Gustav Witt.